# Třída S (1917)
Třída S byla třída torpédoborců Royal Navy z období první světové války. Třída se dělí do dvou tří podskupin. Celkem bylo postaveno 67 torpédoborců, přičemž stavba dalších dvou jednotek byla zrušena. Ve službě byly v letech 1918–1947. Celkem pět torpédoborců bylo převedeno k australskému královskému námořnictvu a dva ke kanadskému královskému námořnictvu. Pouze 19 torpédoborců třídy S bylo dokončeno před koncem první světové války. Po ní byly nasazeny v ruské a irské občanské válce. Většina jich byla vyřazena ve 30. letech. Menší část jich byla nasazena ještě za druhé světové války. V boji byly čtyři potopeny, další byly ztraceny z jiných důvodů. Jeden z potopených torpédoborců vyzvedlo a do konce druhé světové války provozovalo japonské císařské námořnictvo.

## Pozadí vzniku

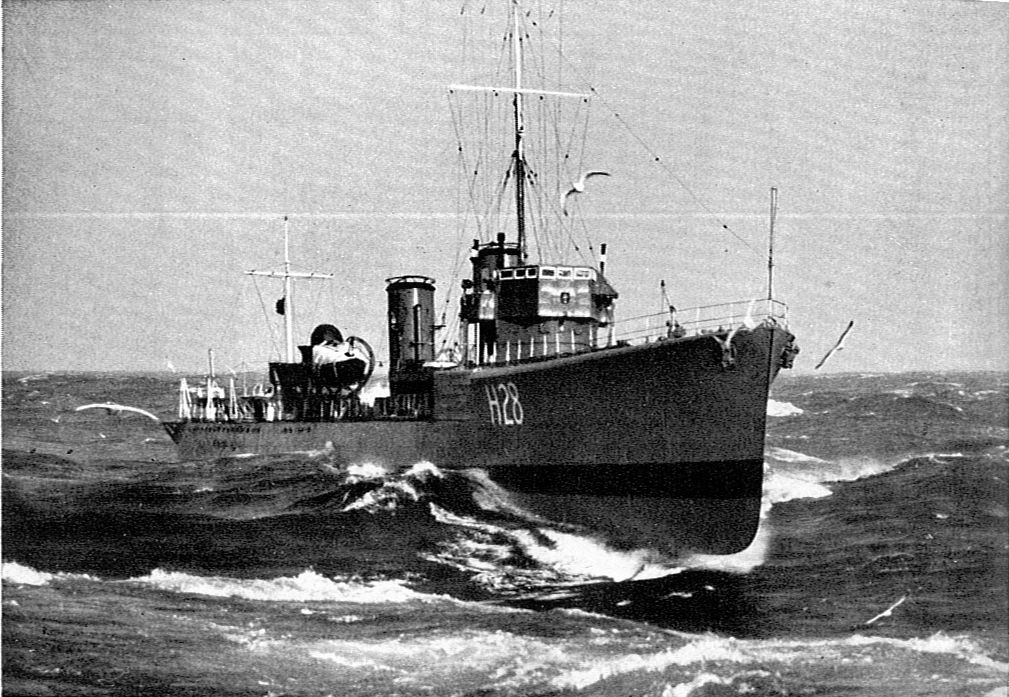
HMS Sturdy (verze Admiralty S)

Celkem bylo v letech 1917–1924 postaveno 67 torpédoborců této třídy, dělících se do tří hlavních podtříd. První skupinu tvořilo 55 torpédoborců potřídy Admiralty S, přijatých do služby v letech 1918–1924. Stavba dalších dvou byla zrušena. Druhou skupinou bylo pět jednotek Thornycroft S z let 1918–1919 a třetí skupinou bylo sedm jednotek podtřídy Yarrow S z let 1918–1919.

## Konstrukce

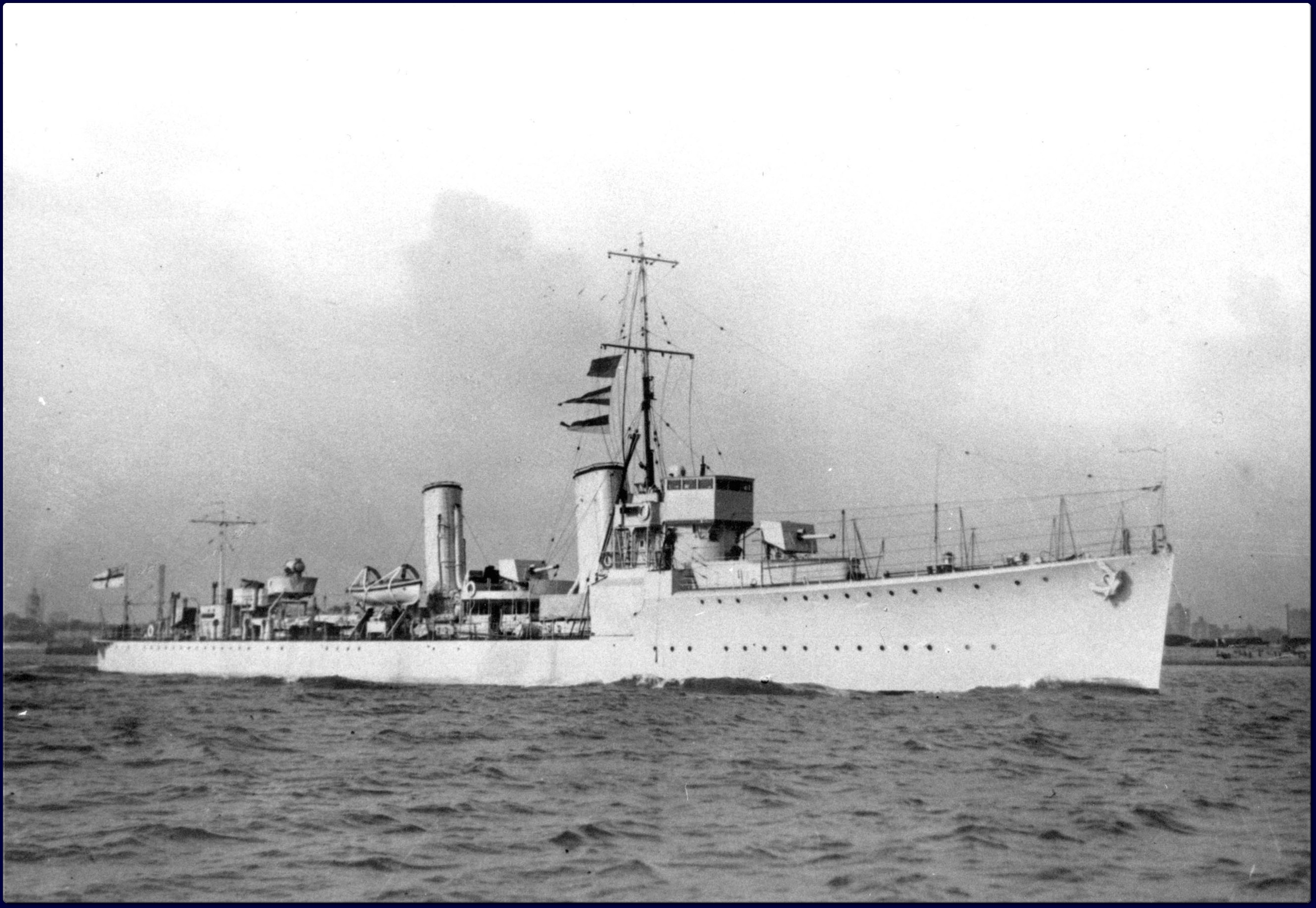
HMCS Vancouver (verze Thornycroft S)

Základní výzbroj představovaly tři 102mm kanóny, jeden 40mm kanón, dva dvojhlavňové 533mm torpédomety, dva vrhače a jeden spouštěč hlubinných pum. Pohonný systém tvořily tři kotle a dvě sady turbín o výkonu 27 000 hp. Nejvyšší rychlost dosahovala 36 uzlů. Dosah byl 2750 námořních mil při rychlosti 15 uzlů.

### Modifikace
Jednotlivé torpédoborce prošly během služby řadou úprav. Například Senator byl v roce 1919 vybaven plošinou pro start stíhacího letounu Sopwith Pup. Ve 30. letech byla část torpédoborců vybavena sonarem. Za druhé světové války byla u zbývajících plavidel posilována protiponorková a protiletadlová výzbroj. Redukována byla hlavní dělová a torpédová výzbroj. Například Scimitar v roce 1946 nesl jeden 102mm kanón, jeden 76mm kanón, čtyři 20mm kanóny, osm vrhačů a dva spouštěče hlubinných pum.

## Operační služba

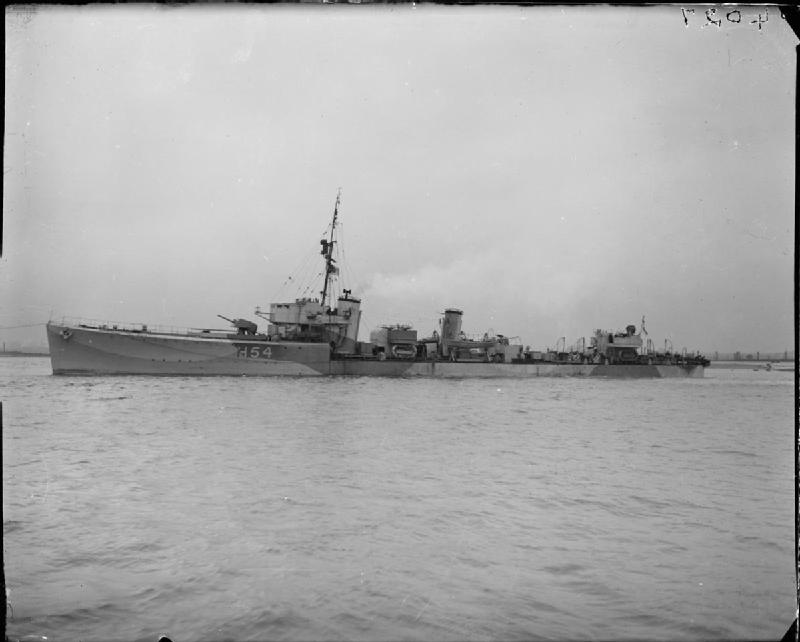
HMS Saladin jako eskortní loď za druhé světové války

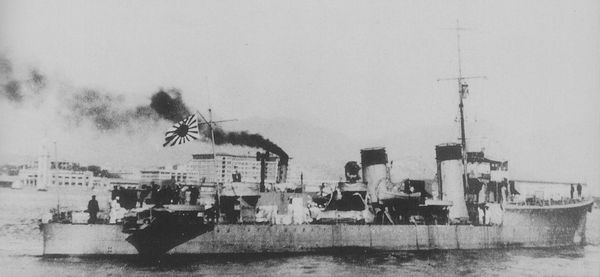
Japonská hlídková loď (ex HMS Thracian)

Britské královské námořnictvo třídu provozovalo v letech 1918–1947. Nasadilo je za první a druhé světové války. Ve službě bylo z různých příčin ztraceno osm jednotek:
- HMS Tryphon – Dne 4. května 1919 ztroskotal v Egejském moři, vyproštěn po několika týdnech na skaliscích, neopraven.
- HMS Stonehendge – Dne 6. listopadu 1920 ztroskotal poblíž Smyrny.
- HMS Tobago – Dne 12. listopadu 1920 byl v Černém moři těžce poškozen minou, neopraven.
- HMS Speedy – Dne 24. září 1922 se v Marmarském moři srazil s civilní lodí.
- HMS Sturdy – Dne 30. října 1940 při doprovodu konvoje ztroskotal západně od Skotska.
- HMS Thracian – Dne 24. prosince 1941 byl v Hongkongu poškozen japonským náletem a posádka s ním najela na mělčinu. Později byl opraven a Japonci do roku 1945 provozován jako hlídková loď.
- HMS Thanet – Dne 27. ledna 1942 byl u pobřeží Malajsie potopen japonský lehkým křižníkem Sendai a několika torpédoborci.
- HMS  Stronghold – Dne 2. března 1942 byl poblíž ostrova Jáva potopen japonským těžkým křižníkem třídy Takao Maja a torpédoborci třídy Kageró Araši a Nowaki.
- HMS Tenedos – Dne 5. dubna 1942 byl poblíž Kolomba potopen japonskými palubními bombardéry.